# Молодые социалисты Грузии
Молодые социалисты Грузии, МСГ (груз. ახალგაზრდა სოციალისტები საქართველოში, Ахалгазрга социалистеби Сакартвелоши) — молодёжная социалистическая организация Грузии.

## История
МСГ создана в 1996 году под названием «Союз молодых социалистов Грузии» как молодёжная организация Социалистической партии Грузии. После распада партии в 2003 году (после революции роз) МСГ продолжили свою деятельность без финансовой поддержки извне. Сегодня организация существует под названием «Молодые социалисты».
МСГ имеет отделение в Кутаиси, а также ряд ассоциированных студенческих комитетов из разных университетов.
Представитель МСГ Дмитрий Цкитишвили в 2008-2012 гг. был вице-президентом IUSY.
Активистка организации Тамта Липартелиани погибла во время теракта, устроенного Андерсом Брейвиком в молодёжном лагере на устрове Утёйя в Норвегии.
В 2017 году «Молодые социалисты» стали одними из инициаторов отмены 94-й статьи грузинской Конституции, в которой описана налоговая система государства. В частности, в ней не упомянты социальные налоги, за счёт которых обычно финансируется система здравоохранения и пенсионного обеспечения.

### Съезд 2009 года
В мае 2009 года состоялся V съезд при участии более 200 делегатов. На съезде была принята новая программа, избран новый состав Совета и руководители организации. Председателем был избран Георгий Канчавели, заместителями председателя — Мириам Тарасашвили и Вато Сипрашвили.

### Разработка манифеста
В 2008—2009 гг. главный акцент был сделан на создании политического манифеста МСГ, который состоит из 5 основных частей: Организационные ценности и основные принципы демократии, равенства, солидарности, справедливости и свободы, в соответствии с которыми МСГ стремится влиять на развитие грузинского государства в сферах международной, молодежной, социальной, экологической политики и политики безопасности. Процесс подготовки документов включал в себя семинары, где студенты и специалисты университетов изучали каждую тему, работали в малых группах и давали рекомендации для членов организации.

## Основные акции
В июне 2010 года МСГ при содействии Фонда Эберта провели акцию «Активность больше, чем пассивность». Акция проводилась в течение недели в разных университетах Тбилиси, Телави и Батуми. Около высотного корпуса Тбилисского госуниверситета имени Джавахишвили была проведена имитация выборов с участием активных и пассивных кандидатов.

## Международная деятельность
МСГ активно сотрудничает с Рабочей молодёжной лигой Норвегии, что включает в себя двухсторонние встречи, семинары по различным вопросам политической активности, проходящие как в Грузии, так и в Норвегии.
МСГ активно участвует в черноморских молодёжных политических конференциях, проходящих под эгидой IUSY.
Ряд проектов реализуется совместно с политическими активистами из России (РСДСМ), Ирландии, Швеции и Ливана.
Осенью 2008 года МСГ совместно с Российским социал-демократическим союзом молодёжи подписал декларацию, осуждающую военные действия на территории Южной Осетии.